# کوکینا
کوکینا (به لاتین: Kokkina) یک منطقهٔ مسکونی در قبرس است که در ناحیه نیکوزیا واقع شده‌است.